# Provincia de Jenifra
La provincia de Jenifra (en francés: Khenifra) es una de las provincias de Marruecos, parte de la región de Beni Melal-Jenifra. Tiene una superficie de 1.232 km² y 511.538 habitantes censados en 2004. 

## División administrativa
La provincia de Jenifra consta de tres municipios y treinta y cinco comunas:

### Municipios
- Jenifra
- Midelt
- M'rirt

### Comunas
| - Aghbalou - Agoudin - Aguelman Azegza - Aguelmous - Aït Ayach - Aït Ben Yacoub - Aït Ishaq - Aït Izdeg - Aït Saadelli - Amersid - Anemzi - Boumia | - El Borj - El Hammam - El Kbab - Itzer - Had Bouhssoussen - Kerrouchen - Lehri - Mibladen - Moha Ou Hammou Zayani - Moulay Bouazza - Ouaoumana - Oum Rabia | - Sebt Aït Rahou - Sidi Amar - Sidi Hcine - Sidi Lamine - Sidi Yahya - Sidi Yahya Ou Youssef - Tanourdi - Tighalassine - Tizi N'Ghachou - Tounfite - Zaïda |